# Horst Karlsch
Horst Karlsch (* 6. August 1929; † September 1999) war ein deutscher Fußballspieler, der in den 1950er Jahren für Lokomotive Stendal in der DDR-Oberliga, der höchsten Spielklasse im DDR-Fußball, aktiv war.

## Sportliche Laufbahn
Im 9. Spiel der Betriebssportgemeinschaft (BSG) Lok Stendal der Saison 1953/54 startete Horst Karlsch seine Karriere in der DDR-Oberliga, als er als Ersatz für den ausgeschiedenen Dieter Gradetzke auf der rechten Angriffsseite eingesetzt wurde. Karlsch besetzte diese Position in allen weiteren Punktspielen der Saison und kam damit auf 20 Einsätze, bei denen er viermal als Torschütze in Erscheinung trat. Anschließend musste die BSG aus der Oberliga absteigen, ihr gelang aber die sofortige Rückkehr in die Oberliga. Kartsch war daran mit 22 von 26 DDR-Liga-Spielen und sieben Toren beteiligt. Ab der Saison 1956 wurde der DDR-Fußball im Kalenderjahr-Spielrhythmus ausgetragen, und diese wurde die erfolgreichste Spielzeit für Horst Karlsch. Seine Mannschaft erreichte überraschend als Aufsteiger Platz vier in der Oberliga, Karlsch fehlte nur bei zwei Punktspielen und erzielte mit acht Treffern die meisten Tore innerhalb einer Spielzeit seiner Stendaler Laufbahn. Lediglich sechs Treffer reichten 1957, um zweitbester Torschütze in Stendal hinter Kurt Liebrecht (7) zu werden. Insgesamt erzielten die Stendaler in dieser Saison die wenigsten Tore in der Oberliga und stiegen daher erneut ab. Wie vor vier Jahren gelang auch 1958 sofort der Wiederaufstieg, wobei Karlsch auf dieselben Werte wie 1954/55 kam: 22 Punktspieleinsätze und sieben Tore. Als 30-Jähriger ging Karlsch 1959 in seine letzte Saison als Oberligaspieler. Er wurde nur noch sporadisch in drei Spielen in der Hinrunde eingesetzt, erzielte noch einmal zwei Oberliga-Tore und beendet danach seine Laufbahn im Leistungssport.